# Súper Chola
La 'Súper Chola' est une variété de pomme de terre, de la sous-espèce Solanum tuberosum sp. andigena, créée en 1984 en Équateur. Son obtention est due à un agronome et généticien autodidacte, Germán Rodrigo Bastidas Vaca.
C'est l'une des principales variétés cultivées et consommées en Équateur. Ses tubercules à peau rouge et à chair jaune correspondent au goût du consommateur équatorien et sa teneur élevée en matière sèche en font une pomme de terre adaptée à la production industrielle de frites et de chips. 

## Origine génétique
La variété 'Súper Chola', qui est le résultat de nombreux croisements réalisés par Germán Bastidas, est issue d'une hybridation impliquant deux espèces de pommes de terre sauvages : Solanum demissum, espèce hexaploïde originaire du Mexique, Solanum phureja, espèce andine diploïde, à chair jaune, très recherchée pour son goût, et des souches de pommes de terre indigènes (papas nativas) de la sous-espèce Solanum tuberosum sp. andigena, dont la variété 'Chola'. 
Son pedigree est le suivant  : ('Curipamba negra' x Solanum demissum) x (clone résistant à chair jaune x 'Chola' sélectionnée).

## Caractéristiques
'Súper Chola' est une variété mi-tardive, qui est sensible au mildiou (Phytophthora infestans), moyennement résistante à la rouille commune (Puccinia pittieriana) et tolérante vis-à-vis du nématode à kyste (Globodera pallida).
Les tubercules à peau lisse de couleur rouge-rosé et à chair jaune pâle, ont une forme ovale-elliptique. La peau est lisse et les yeux superficiels.
Leur contenu en matière sèche, relativement élevé, est de 24 %.

## Utilisation
La pomme de terre 'Súper Chola', très farineuse (ce qui correspond au goût du consommateur équatorien), est adaptée à la consommation en frais, pour la préparation de soupes et de purées. Elle ne se décolore pas à la cuisson.
Elle est également utilisée par l'industrie de transformation pour la production de frites surgelées et de chips.
Elle est relativement mal connue des consommateurs, notamment à Quito, qui l'assimilent d'autant plus à la variété 'Chola', la préférée, qu'elle est souvent vendue sous ce nom. La pomme de terre 'Chola', variété indigène de l'Équateur, qui est l'un des géniteurs de 'Súper Chola', est appréciée pour sa texture farineuse et la couleur jaune de sa chair, qui en font un ingrédient de choix pour la préparation du locro..